# Getting There
Getting There (bra: Sweet 16 - Motorizadas e Habilitadas; prt: Perigo na Estrada) é um filme norte-americano de 2002, dirigido por Steve Purcell e estrelado pelas gêmeas Mary-Kate e Ashley Olsen.

## Sinopse
As irmãs Taylor e Kylie Hunter ganham um carro em seu 16º aniversário, e agora estão licenciadas para dirigir. Elas planejam ir a Salt Lake City, Utah com seus amigos para as Jogos Olímpicos de Inverno de 2002. Durante a viagem elas param em um restaurante, e quando voltam para o local onde estacionaram percebem que o carro foi roubado e uma grande confusão começa.

## Elenco
- Ashley Olsen .... Taylor Hunter
- Mary-Kate Olsen .... Kylie Hunter
- Billy Aaron Brown .... Danny
- Heather Lindell .... Jenn
- Jeff D'Agostino .... JoshuaTrilha
- Talon Ellithorpe .... Sam
- Holly Towne .... Lyndi
- Alexandra Picatto .... Charly
- Janet Gunn .... Pam Hunter
- William Bumiller .... Gary Hunter
- Jason Benesh .... Alexander
- Ricki Lopez .... Juan
- Shelley Malil .... Raj
- Marcus Smythe .... Sr. Simms
- Tracy Arbuckle .... Diane

## Trilha sonora
- Ready To Go - Republica
- What a Wonderful World - Joey Ramone
- Roadrunner - Joan Jett & The Blackhearts
- Greatest Day - Bowling for Soup
- Happy, Grateful, Aware - Ephemera
- My Best Friend - The Incredible Moses Leroy
- Say What You Mean - Lunachicks
- New Fast (Right Behind You) - The Weekend
- Waterfall - The Stone Roses
- Go! - Tones on Tail
- Something Beautiful - Jars of Clay
- One For The Boys - The Indie Rockers